# Aktivitetskoefficient
Aktivitetskoefficienten, γ, anger avvikelsen från en ideal blandnings uppförande i en gas eller vätskeblandning, men kan även tala om hur joner och deras elektrostatiska växelverkningar beter sig i elektrolytlösningar. Aktivitetskoefficienten används inom lösningskemin för att göra omräkningar mellan lösta koncentrationer och aktiviteter i kemiska jämviktsuttryck. 
Aktivitetskoefficienten definieras genom sambandet
a = γ C, alt. a = γ x
där a är aktiviteten för ett ämne, C dess koncentration i enheten mol per liter, x molbråket för det specifika ämnet och γ (den grekiska bokstaven gamma) är aktivitetskoefficienten. 
För lösta oorganiska ämnen utan laddning, till exempel oladdade komplex, har aktivitetskoefficienten ett värde nära 1 och man kan därför ofta sätta aktiviteten lika med koncentrationen. Samma sak gäller i princip för joner då jonstyrkan går mot noll, särskilt för joner med låg laddning.
I övrigt kan lösta joner och laddade komplex ha ett värde för γ mellan 0 och 1, och dess värde är starkt beroende av jonstyrkan samt jonens eller komplexets laddning. Det finns inget teoretiskt riktigt samband som beskriver γ som funktion av jonstyrka och laddning för alla förhållanden.

## Approximationsmetoder
En ofta använd ekvation, som kan användas vid jonstyrkor upp till 0,5 mol per liter, är Davies ekvation för vattenlösningar:
{\displaystyle \ -{\mbox{lg}}(\gamma )=0,51z^{2}\left({\frac {\sqrt {I}}{1+{\sqrt {I}}}}-0,3I\right)\,,}
där z är jonens eller komplexets laddning, och I är jonstyrkan i mol per liter. Davies' ekvation finns normalt sett inlagd i datorprogram för kemisk jämvikt och kan därför lätt användas i jämviktsberäkningar.
Vid jonstyrkor högre än 0,5 mol/l måste mer komplicerade samband användas, till exempel Pitzer's ekvationer eller Specific ion-interaction theory (SIT). 

## Exempelberäkning
Nedan visas sambandet mellan jonens laddning och aktivitetskoefficienten för jonstyrkor upp till 0,5 mol per liter, beräknad enligt Davies' ekvation, då temperaturen är 25 grader Celsius:
| Jonstyrka (mol/l) | γ då z = 0 | γ då z = ± 1 | γ då z = ± 2 | γ då z = ± 3 | γ då z = ± 4 |
| ----------------- | ---------- | ------------ | ------------ | ------------ | ------------ |
| 0                 | 1          | 1            | 1            | 1            | 1            |
| 0,0005            | 1          | 0,975        | 0,903        | 0,795        | 0,664        |
| 0,001             | 1          | 0,965        | 0,867        | 0,725        | 0,565        |
| 0,002             | 1          | 0,952        | 0,820        | 0,640        | 0,452        |
| 0,005             | 1          | 0,927        | 0,738        | 0,505        | 0,297        |
| 0,01              | 1          | 0,902        | 0,661        | 0,334        | 0,191        |
| 0,02              | 1          | 0,871        | 0,574        | 0,287        | 0,109        |
| 0,05              | 1          | 0,821        | 0,454        | 0,169        | 0,0426       |
| 0,1               | 1          | 0,781        | 0,372        | 0,108        | 0,0191       |
| 0,2               | 1          | 0,746        | 0,310        | 0,0717       | 0,00922      |
| 0,5               | 1          | 0,733        | 0,289        | 0,0610       | 0,00693      |

Vid högre jonstyrkor än 0,5 mol/l beror värdet för γ även på andra faktorer som är specifika för olika joner, varför γ då blir beroende av sammansättningen av joner i lösningen.